# Montparnasse – Bienvenüe
Montparnasse - Bienvenüe – stacja 4., 6., 12. i 13. linii metra  w Paryżu. Znajduje się na pograniczu 6. 14. i 15. dzielnicy Paryża.  Na linii 4 stacja została otwarta 6 kwietnia 1910, na linii 6 - 6 października 1942, na linii 12 - 5 grudnia 1910, a na linii 13 - 9 grudnia 1976.
Stacja połączona jest z dworcem Montparnasse.
W 2009 była to 4. najpopularniejsza stacja w paryskim metrze, z 30,4 mln pasażerów rocznie.